# Сам Рокуел
Сам Рокуел (на английски: Sam Rockwell) е американски актьор, носител на награда „Сребърна мечка“ и номиниран за „Сатурн“ и три награди „Сателит“.  Известни филми с негово участие са „Галактическа мисия“, „Ангелите на Чарли“, „Пътеводител на галактическия стопаджия“, „Убийството на Джеси Джеймс от мерзавеца Робърт Форд“, „Луна“, „Зеленият път“ „Железният човек 2“, „Три билборда извън града“ и други.

## Биография
Сам Рокуел е роден на 5 ноември 1968 г. в Дейли Сити, Калифорния, САЩ. Син на актьори, които се развеждат, когато той е на 5 години. Отраства с баща си, Пит Рокуел в Сан Франциско, а ваканциите прекарва с майка си в Ню Йорк. Тя става и причина за първата поява на малкия Сам на сцената, когато той е 10-годишен, участвайки с нея в скеч. Въпреки че посещава училище в Сан Франциско, то не го влече и той не се дипломира. По-късно родителите му го записват в алтернативно училище „Outward Bound-style School“, което, освен че му дава диплома, го мотивира да се насочи към актьорството.
Сам Рокуел официално заявява, че не иска да се жени или да има деца. Има дългогодишна връзка с актрисата Лесли Биб (от 2007 насам)

### Кариера
Сам Рокуел е известен със склонността си да играе нестандартни образи. Първата му официална роля е през 1989 г. във филма на ужасите „Къщата на клоуните“, филмиран в Сан Франциско. Мести се в Ню Йорк където получава малки роли и работи като обира мръсните чинии от масите в заведенията където работи и допълнително доставя поръчки по домовете с колелото си.
За пробив в кариерата му се смята филма „Кутия слънчева светлина“ от 1996 г. През 1997 г. получава адмирации за ролята си в „Кучета на поляната“ („Lawn Dogs“) и награди в Монреал и Каталония. През 1999 г. играе в „Зеленият път“, филм по романа на Стивън Кинг, в който изпълнява ролята на „Лудия Бил“ Уортън. В интервю актьорът обяснява защо предпочита да играе неприятни хора „Харесвам тъмните неща. Мисля, че героите трябва да имат слабости. Има и малко ненавист към себе си, малко гняв... Но след тези роли трябва да започна да играя някакви адвокати или английски аристократи, защото иначе ще ми сложат етикет“.
Следват роли в компанията на Никълъс Кейдж, Брад Пит и други от най-високата лига, като той приема и роли в нискобюджетни инди-продукции. След филма „Луна“ (2009 г.), за който той пак получава високи оценки, някои критици започват да говорят за номинация за „Оскар“.
През 2012 г. излиза нов филм с него, британската черна комедия „Седемте психопата“, в която той партнира на Колин Фарел и Кристофър Уокън. Критикът Роджър Ибърт казва за него „Сам Рокуел изглежда да е по-новия вариант на Кристофър Уолкън, не през цялото време, но когато ти потрябва, той е човекът за „странност““. Според друг критик „той е надарен с особен вид притегателност на винаги изненадващия приятел“.

## Избрана филмография
| година | филм                                                | оригинално заглавие                                        | роля                  | режисьор                    |
| ------ | --------------------------------------------------- | ---------------------------------------------------------- | --------------------- | --------------------------- |
| 1999   | Галактическа мисия                                  | Galaxy Quest                                               | Гай Флигман           | Артър Хилър                 |
| 1999   | Зеленият път                                        | The Green Mile                                             | Уилям Уортън          | Франк Дарабонт              |
| 2000   | Ангелите на Чарли                                   | Charlie's Angels                                           | Ерик Нокс             | McG                         |
| 2002   | Добре дошли в Коливуд                               | Welcome to Collinwood                                      | Перо                  | Антъни Русо, Джо Русо       |
| 2002   | Самопризнанията на един опасен ум                   | Confessions of a Dangerous Mind                            | Чък Берис             | Джордж Клуни                |
| 2003   | Кибритлии                                           | Matchstick Men                                             | Франк Меркър          | Ридли Скот                  |
| 2005   | Пътеводител на галактическия стопаджия              | The Hitchhiker's Guide to the Galaxy                       | Зафод Бийбълброкс     | Гарт Дженингс               |
| 2007   | Снежни ангели                                       | Snow Angels                                                | Глен Маршан           | Дейвид Гордън Грийн         |
| 2007   | Джошуа                                              | Joshua                                                     | Бред Кернс            | Джордж Ратлиф               |
| 2007   | Убийството на Джеси Джеймс от мерзавеца Робърт Форд | The Assassination of Jesse James by the Coward Robert Ford | Чарли Форд            | Андрю Доминик               |
| 2008   | Фрост/Никсън                                        | Frost/Nixon                                                | Джеймс Рестън-младши  | Рон Хауърд                  |
| 2009   | Всичко ни е наред                                   | Everybody's Fine                                           | Робърт Гуд            | Кърк Джоунс                 |
| 2009   | Луна                                                | Moon                                                       | Сам Бел               | Дънкан Джоунс               |
| 2010   | Железният човек 2                                   | Iron Man 2                                                 | Джъстин Хамър         | Джон Фавро                  |
| 2011   | Бавачката                                           | The Sitter                                                 | Карл, наркобарон      | Дейвид Гордън Грийн         |
| 2011   | Каубои и извънземни                                 | Cowboys & Aliens                                           | Док                   | Джон Фавро                  |
| 2012   | Седемте психопата                                   | Seven Psychopaths                                          | Били Бикъл            | Мартин Макдона              |
| 2014   | Химията на живота                                   | Better Living Through Chemistry                            | Даг Варни             | Джоф Мур, Дейвид Посаментир |
| 2015   | Полтъргайст                                         | Poltergeist                                                | Ерик Боуън            | Гил Кенан                   |
| 2017   | Три билборда извън града                            | Three Billboards Outside Ebbing, Missouri                  | офицер Джейсън Диксън | Мартин Макдона              |
| 2018   | Вице                                                | Vice                                                       | Джордж Уокър Буш      | Адам Маккей                 |